# Васильковецька сільська територіальна громада
Васильковецька сільська громада — територіальна громада в Україні, у Чортківському районі Тернопільської области. Адміністративний центр — с. Васильківці.
Площа громади — 170,2 км², населення — 8200 осіб (2020).
Утворена 24 липня 2015 року шляхом об'єднання Васильковецької, Крогулецької, Нижбірківської, Старонижбірківської, Целіївської, Чабарівської сільських рад Гусятинського району.
25 жовтня 2015 року вперше проводилися місцеві вибори в статусі громади.
19 липня 2020 року, в результаті адміністративно-територіальної реформи та ліквідації Гусятинського району, увійшла до складу новоутвореного Чортківського району.
В честь Дня народження Володимира Труха Васильковецька громада проводить футбольні турніри та спортивні ігри.

## Населені пункти
У складі громади 9 сіл:
- Васильківці
- Жабинці
- Коцюбинці
- Крогулець
- Нижбірок
- Старий Нижбірок
- Целіїв
- Чабарівка
- Чагарі